# James Harrison (engenheiro)
James Harrison (17 de abril de 1816 - 3 de setembro de 1893) foi um impressor de jornal, jornalista e político Britânico-Australiano e pioneiro no campo da refrigeração mecânica.
Harrison fundou o jornal Geelong Advertiser e foi membro do Conselho Legislativo de Victoria e da Assembleia Legislativa de Victoria. Harrison também é lembrado como o inventor do processo de refrigeração mecânica e fundador da Victorian Ice Works e, como resultado, é frequentemente chamado de "o pai da refrigeração". Em 1873, ele ganhou uma medalha de ouro na Exposição de Melbourne, provando que a carne congelada por meses permanecia perfeitamente comestível.

## Juventude
James Harrison nasceu em Bonhill, Dunbartonshire, filho de um pescador.  Harrison frequentou a Anderson's University e depois a Glasgow Mechanics 'Institution, com especialização em química.  Ele se formou como aprendiz de impressão em Glasgow e trabalhou em Londres antes de emigrar para Sydney, Austrália, em 1837, para estabelecer uma gráfica para a empresa inglesa Tegg & Co.  Mudando-se para Melbourne em 1839  ele encontrou emprego com John Pascoe Fawkner como compositor e posteriormente editor no <i id="mwKw">Port Phillip Patriot de</i> Fawkner. Quando Fawkner adquiriu uma nova impressora, Harrison ofereceu-lhe 30 libras pela velha impressora original para iniciar o primeiro jornal de Geelong. A primeira edição semanal do Geelong Advertiser apareceu em novembro de 1840. Em novembro de 1842, Harrison tornou-se o único proprietário.

## Operação de fabricação de gelo e vida posterior
A primeira máquina mecânica de fazer gelo de Harrison começou a operar em 1851 nas margens do rio Barwon em Rocky Point em Geelong.  Sua primeira máquina comercial de fazer gelo ocorreu em 1854, e sua patente para um sistema de refrigeração por compressão de vapor de éter foi concedida em 1855. Esse novo sistema usava um compressor para forçar o gás de refrigeração a passar por um condensador, onde era resfriado e liquefeito. O gás liquefeito então circulou pelas serpentinas de refrigeração e vaporizou novamente, resfriando o sistema ao redor. A máquina empregou um volante de 5m e produziu 3000 quilogramas de gelo por dia. Em 1856, Harrison foi para Londres, onde patenteou seu processo e seu aparelho.
Também em 1856, Harrison foi contratado por uma cervejaria para construir uma máquina que pudesse resfriar cerveja. Seu sistema foi quase imediatamente adotado pela indústria cervejeira e também foi amplamente utilizado por fábricas de empacotamento de carne.
Harrison voltou para Geelong em 1892 e morreu em sua casa em Point Henry em 1893.

## Legado

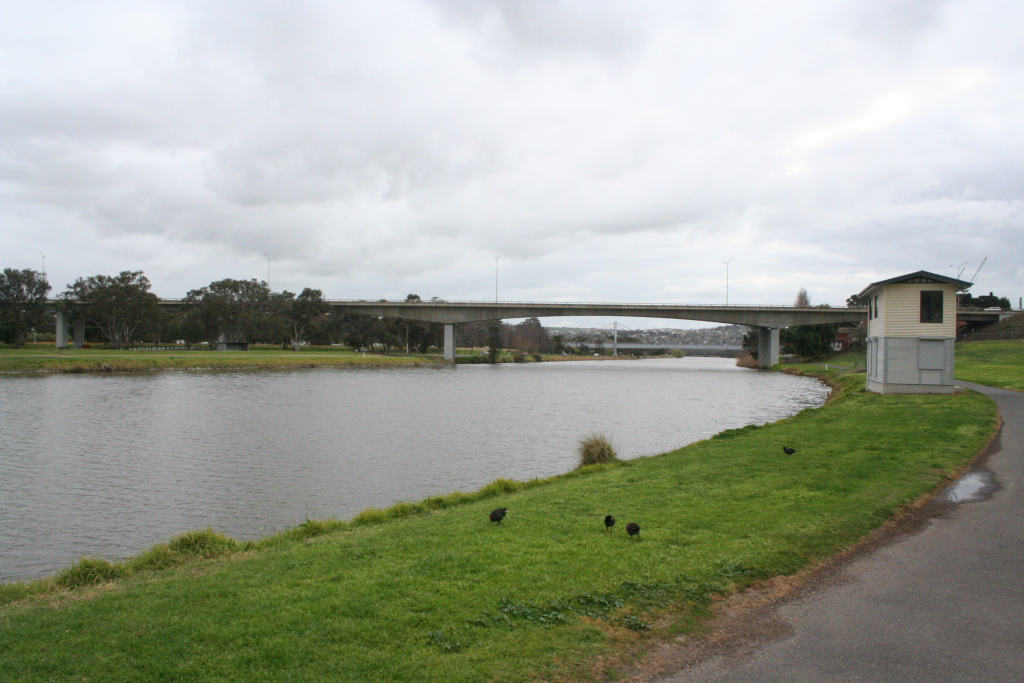
A ponte James Harrison sobre o rio Barwon

O comitê do Museu James Harrison adquiriu um terreno em Rocky Point (o local da primeira máquina de fazer gelo do mundo) e está se esforçando para construir um museu lá.
O prêmio mais distinto do Instituto Australiano de Refrigeração, Ar Condicionado e Aquecimento é a Medalha James Harrison.
A ponte James Harrison que atravessa o rio Barwon em Geelong foi batizada em sua homenagem.